# Miss Afrique du Sud
Pour les articles homonymes, voir Miss.
Miss Afrique du Sud est un concours de beauté féminin destiné aux jeunes femmes habitantes et de nationalité sud-africaine, âgées de 18 à 27 ans. Il est tenu depuis 1956 pour désigner la représentante de l'Afrique du Sud, dont la lauréate et les dauphines représentent principalement le pays aux concours internationaux Miss Univers et Miss Supranational.

## Règlement de participation
Pour entrer dans le concours Miss Afrique du Sud, il faut :
- être de nationalité sud-africaine et avoir en sa possession une carte d'identité ou un passeport valide ;
- être âgée d'au moins 18 ans et au maximum 27 ans ;
- être en possession d'un diplôme d'études secondaires ou une qualification équivalente ;
- être célibataire et ne pas être mariée ;
- ne pas avoir d’enfants et ne pas être enceinte ;
- avoir un casier judiciaire vierge;
- n'être pas tatouée (sauf tatouage discret) ;
- être honnête à l'égard de toutes les questions en relation avec l'approche du concours, le déroulement et la période après le concours. Les fausses informations mènera à la disqualification ;
- les femmes transgenres peuvent participer au concours. Toutefois, pour pouvoir concourir au niveau international, la candidate doit être en possession d'une pièce d'identité sud-africaine valide, indiquant que son sexe modifié est féminin[1],[2].

## Lauréates depuis 1956
| Année | Portrait              | Miss Afrique du Sud             | Province            | Age    | Taille | Notes | 1re dauphine             | 2e dauphine           |
| ----- | --------------------- | ------------------------------- | ------------------- | ------ | ------ | --- | ------------------------ | --------------------- |
| 1956  |                       | Norma Vorster (°1939-)          | Natal               | 18 ans | NC     | Norma Vorster est la première Miss Afrique du Sud élue officiellement. | Gloria Keeley            | Virginia Burman       |
| 1957  |                       | Adele Kruger                    | Transvaal           | 19 ans | NC     | Adele Kruger termine 2e dauphine au concours Miss Monde 1957. | Jessie Waring            | Denise Nichols        |
| 1958  | Penelope Coelen       | Penelope Coelen (°1940-)        | Natal               | 18 ans | 1,71 m | Coelen remporte le titre de Miss Monde 1958. Elle est la première sud-africaine à l'avoir remporté. | Rosemary Whitlock        | Debbie du Toit        |
| 1959  |                       | Moya Meaker (°1940-†2001)       | Cap                 | 18 ans | NC     | Moya Meaker se place dans le top 11 au concours Miss Monde 1959. | Sophie Pieters           | Kitty Green           |
| 1960  |                       | Denise Muir (°?-†1992)          | NC                  | NC     | NC     | Denise Muir est 2e dauphine au concours Miss Monde 1960. | Dorothy Farquhar         | Stella Pithey         |
| 1961  |                       | Yvonne Hulley                   | Cap                 | 19 ans | NC     | Yvonne Hulley se classe dans le top 15 au concours Miss Monde 1961. | Marlene Boyes            | Rita Rheeder          |
| 1962  |                       | Yvonne Ficker (°1944-)          | NC                  | 18 ans | NC     | Yvonne Ficker termine 3e dauphine au concours Miss Monde 1962. | Ellen Liebenberg         | Madeleine Usher       |
| 1963  |                       | Louise Crous (°?-†2005)         | État libre d'Orange | 21 ans | NC     | | Jennifer Slater          | Maureen van Niekerk   |
| 1964  |                       | Vedra Karamitas (°1947-†1970)   | Transvaal           | 22 ans | NC     | | Lorraine Mason           | Virginia Scott-King   |
| 1965  |                       | Carol Davis                     | NC                  | NC     | NC     | | Diane Webster            | Ann Barber            |
| 1966  |                       | Johanna Carter (°1944-)         | NC                  | 21 ans | NC     | Johanna Carter se classe dans le top 15 au concours Miss Monde 1966. | Dawn Duff-Gray           | Margo Galbraith       |
| 1967  |                       | Disa Duivenstein (°1946-)       | Natal               | 21 ans | NC     | Disa Duivenstein intègre le top 15 au concours Miss Monde 1967. | Mary McDonald            | Tiny de Lange         |
| 1968  |                       | Mitzianna Stander (°1949-†1973) | NC                  | 18 ans | NC     | | Linda Collett            | Patsy Goswell         |
| 1969  |                       | Linda Collett (°1951-)          | Natal               | 18 ans | NC     | Linda Collett se positionne dans le top 7 au concours Miss Monde 1969. | Diana Newman             | Jackie Sayer          |
| 1970  |                       | Jillian Jessup (°1950-)         | Province de l'Est   | 20 ans | 1,70 m | Jillian Jessup est élue 4e dauphine au concours Miss Monde 1970. | Wendith Brink            | Dorothea Scott        |
| 1971  |                       | Monica Fairall (°1948-†2009)    | Natal               | 22 ans | 1,75 m | Monica Fairall obtient une place en demi-finale en atteignant le top 15 au concours Miss Monde 1971. | Merle Worsley            | Maria Claassen        |
| 1972  |                       | Stephanie Reinecke              | Natal               | 18 ans | NC     | Stephanie Reinecke atteint le top 15 au concours Miss Monde 1972. | Robin-Gail Hargreaves    | Carolien van Niekerk  |
| 1973  |                       | Shelley Latham (°1952-)         | Province de l'Ouest |        |        | Shelley Latham se positionne en tant que 4e dauphine au concours Miss Monde 1973. | Janet Sanderson          | Theresa Rood          |
| 1974  |                       | Anneline Kriel (°1955-)         | Nord-Transvaal      | 19 ans | 1,60 m | Anneline Kriel est 1re dauphine au concours Miss Monde 1974 jusqu'à la résignation de Helen Morgan, Miss Royaume-Uni 1974 quatre jours après son couronnement. Elle devient alors Miss Monde 1974. | Ruanne Louw              | Anita Michas          |
| 1975  |                       | Vera Johns (°1950-)             | NC                  | NC     | NC     | Vera Johns est disqualifiée par les organisateurs de Miss Monde quand on découvre qu'elle vient de Rhodésie (aujourd'hui Zimbabwe). Sa nationalité rhodésienne ne viole pas les règles du concours national. Sa première dauphine, Crystal Coopers ne peut pas concourir à sa place car elle n'est pas officiellement démise de son titre de Miss Afrique du Sud. Elle est finalement remplacée par Lydia Gloria Johnstone.                                             | Crystal Cooper           | Rhoda Rademeyer       |
| 1976  |                       | Lynn Massyn (°1958-)            | NC                  | NC     | NC     | | Louise Withfield         | Jan Kiggan            |
| 1977  |                       | Vanessa Wannenburg              | Natal               | 20 ans | NC     | | Elizabeth Bunting        | Marilyn Albutt        |
| 1978  |                       | Yolanda Kloppers                | NC                  | NC     | NC     | | Monique Hare             | Dawn Chapman          |
| 1979  |                       | Karen Sickel                    | NC                  | NC     | NC     | | Gail Rocher              | Wendy Ross            |
| 1980  |                       | Sandra McCrystal                | NC                  | NC     | NC     | | Kim Aston                | Fiona White           |
| 1981  |                       | Linda Phillips                  | NC                  | NC     | NC     | | Elmarie van Aswegen      | Susan Schuttler       |
| 1982  |                       | Sandra de Meyer                 | NC                  | NC     | NC     | | Jennifer Smith           | Kathy Goodwin         |
| 1984  |                       | Lorna Potgieter (°1963-)        | NC                  | 21 ans | NC     | | Colleen Redman           | Patience Craig        |
| 1985  |                       | Andrea Stelzer (°1964-)         | Nord-Transvaal      | 20 ans | 1,75 m | Andrea Stelzer est de double nationalité sud-africaine et allemande. Elle est la première Miss Afrique du Sud ayant une double nationalité. Elle se retitre du concours Miss Univers en raison des manifestations anti-apartheid. Elle n'a pas de remplaçante. Elle représente l'Allemagne au concours Miss Univers 1989 et atteint le top 10. Elle a terminé 2e dauphine à l'élection de Miss Hawaiian Tropic International 1986.                                      | Sandy McCormack          | Lorna-Anne Findlay    |
| 1986  |                       | Sandy McCormack                 | NC                  | NC     | NC     | | Nancy Riach              | Marie-Louise le Roux  |
| 1987  |                       | Wilma van der Bijl              | Cap                 | NC     | 1,83 m | | Robyn Poole              | Janine Botbyl         |
| 1988  |                       | Janine Botbyl (°1966-)          | NC                  | 22 ans | NC     | Janine Botbyl est la deuxième dauphine de Wilma van der Bijl, Miss Afrique du Sud 1987. Elle est la demi-sœur de Diana Tilden-Davis, Miss Afrique du Sud 1991. | Roberta Alessandri       | Mache Booysen         |
| 1989  |                       | Michelle Bruce                  | Transvaal           | 22 ans | NC     | | Helen Lewis              | Deborah Good          |
| 1990  |                       | Suzette van der Merwe (°1969-)  | NC                  | 21 ans | NC     | | Olivia Scrooby           | Cheryl Coombe-Davis   |
| 1991  |                       | Diana Tilden-Davis (°1969-)     | NC                  | 22 ans | NC     | Diana Tilden-Davis est la demi-sœur de Janine Botbyl, Miss Afrique du Sud 1988. Elle est élue 2e dauphine au concours Miss Monde 1991. | Amy Kleinhans            | Sasha-Lee Walton      |
| 1992  |                       | Amy Kleinhans (°1968-)          | Cap                 | 23 ans | 1,73 m | Amy Kleinhans est la première dauphine de Diana Tilden-Davis, Miss Afrique du Sud 1991. Couronnée en tant que Miss Afrique du Sud, elle est la première femme de couleur à remporter le titre. Elle termine 4e dauphine au concours Miss Monde 1992. | Augustine Masilela       | Lisa King             |
| 1993  |                       | Palesa Mofokeng (°1972-)        | Transvaal           | 21 ans | 1,74 m | Palesa Mofokeng est la deuxième femme noire élue Miss Afrique du Sud. Elle est notamment élue 1re dauphine au concours Miss Monde 1993. | Corinne Durrheim         | Marelize Steyn        |
| 1994  |                       | Basetsana Kumalo (°1974-)       | Province du Nord    | 16 ans | 1. m   | Basetsane Kumalo termine 1re dauphine au concours Miss Monde 1994. | Sonia Kempff             | Helen Macleod         |
| 1995  |                       | Bernalee Daniell (°1973-)       | Gauteng             | 22 ans | NC     | Bernalee Daniell atteint le top 10 au concours Miss Monde 1995. | Vanashree Moodley        | Natalie Benard        |
| 1996  |                       | Peggy-Sue Khumalo (°1974-)      | Gauteng             | 24 ans | 1,80 m | Peggy-Sue Khumalo se clase dans le top 10 au concours Miss Monde 1996. | Babalwa Mneno            | Adele van Niekerk     |
| 1997  |                       | Kerishnie Naicker (°1973-)      | KwaZulu-Natal       | 24 ans | 1,70 m | KNaicker est la première indienne à avoir élue Miss Afrique du Sud. Elle atteint le top 10 au concours Miss Univers 1998 et le top 5 au concours Miss Monde la même année. | Jessica Motaung          | Petro van Zyl         |
| 1998  |                       | Sonia Raciti (°1978-)           | KwaZulu-Natal       |        | 1. m   | Sonia Raciti est 2e dauphine au concours Miss Monde 1999. | Heidi van Zyl            | Keziah Jooste         |
| 1999  |                       | Heather Joy Hamilton (°1979-)   | KwaZulu-Natal       | 22 ans | NC     | Heather Joy Hamilton réussi à intégrer le top 10 au concours Miss Univers 2000. | Nadia Wyngaard           | Pulane Moraladi       |
| 2000  | Jo-Ann Strauss        | Jo-Ann Strauss (°1981-)         | Gauteng             | 19 ans | 1,76 m | Strauss se classe dans le top 10 au concours Miss Univers 2001. | Layla Jeevananthum       | Claire Drew           |
| 2001  |                       | Vanessa Carreira (°1980-)       | Gauteng             | 21 ans | 1,78 m | Carreira termine en quatrième place au concours Miss Univers 2002 mais la gagnante du titre, Oxana Fedorova renonce à son titre et son titre est remis à Justine Pasek, elle devient donc la troisième dauphine du concours.Elle refuse de participer à l'élection Miss Monde 2002 pour protester contre la condamnation à mort par lapidation d'une citoyenne nigériane Amina Lawal, accusée d'adultère. Elle est remplacée par sa première dauphine, Claire Sabbagha. | Claire Sabbagha          | Bonneventia Pule      |
| 2002  |                       | Cindy Nell (°1981-)             | Limpopo             | 21 ans | 1,70 m | Cindy Nell termine 2e dauphine au concours Miss Univers 2003. | Tammy-Anne Fortuin       | Bridget Masinga       |
| 2003  |                       | Joan Ramagoshi (°1979-)         | Gauteng             | 24 ans | 1,68 m | | Marissa Eggli            | Siza Majola           |
| 2004  |                       | Claudia Henkel (°1983-)         | Gauteng             | 21 ans | 1,84 m | Claudia Henkel se place dans le top 15 au concours Miss Univers 2005. | Dhiveja Sundrum          | Sharon Arigye-Mushabe |
| 2005  | Nokuthula Sithole     | Nokuthula Sithole (°1984-)      | Gauteng             | 21 ans | 1,69 m | | Avumile Qongqo           | Matapa Maila          |
| 2006  | Megan Coleman         | Megan Coleman (°1985-)          | KwaZulu-Natal       | 21 ans | 1,76 m | | Brigid Osborne           | Tracey-Lee Flanders   |
| 2007  | Tansey Coetzee        | Tansey Coetzee (°1984-)         | Gauteng             | 23 ans | 1,74 m | Tansey Coetzee est élue 4e dauphine au concours Miss Monde 2008. Elle se classe aussi dans le top 15 au concours Miss Univers 2008. | Avumile Qongqo           | Manisha Pillay        |
| 2008  |                       | Tatum Keshwar (°1983-)          | KwaZulu-Natal       | 24 ans | 1,81 m | Elle termine 2e dauphine au concours Miss Monde 2009. Au concours Miss Univers 2009, elle se classe dans le top 10. | Anja van Zyl             | Buyi Shongwe          |
| 2009  | Nicole Flint          | Nicole Flint (°1988-)           | Gauteng             | 21 ans | 1,72 m | Flint atteint le top 10 à Miss Univers 2010 et le top 20 au concours Miss Monde 2010. | Matapa Maila             | Lisa van Zyl          |
| 2010  |                       | Bokang Montjane (°1986-)        | Gauteng             | 24 ans | 1,75 m | Montjane atteint le top 16 au concours Miss Terre 2007 et le top 7 au concours Miss Monde 2011. | Dhesha Jeram             | Bianca Coutinho       |
| 2011  | Melinda Bam           | Melinda Bam (°1989-)            | Gauteng             | 22 ans | 1,70 m | Bam ne participe pas à Miss Monde 2012. Elle est remplacée par sa première dauphine, Remona Moodley. Elle a participé à Miss Univers 2012 où elle se classe dans le top 10. | Remona Moodley           | Thuli Sangweni        |
| 2012  |                       | Marilyn Ramos (°1991-)          | Nord-Ouest          | 21 ans | 1,74 m | | Stacey Webb              | Pearl Nxele           |
| 2014  |                       | Rolene Strauss (°1992-)         | Mpumalanga          | 22 ans | 1,77 m | Strauss se place dans le top 15 au concours Elite Model Look international en 2007. Plus tard, elle remporte le titre de Miss Monde 2014, devenant ainsi la deuxième sud-africaine à être couronné Miss Monde. Elle est la première citoyenne d'un pays africain à être couronnée Miss Monde depuis 2001, lorsque Agbani Darego est devenue la première et la seule femme noire d'Afrique à remporter le titre.                                                         | Ziphozakhe Zokufa        | Matlala Mokoko        |
| 2015  |                       | Liesl Laurie (°1990-)           | Gauteng             | 23 ans | 1,70 m | Liesl Laurie est élue 1re dauphine au concours Miss Soweto 2010 ainsi que 2e dauphine au concours Miss Mamelodi Sundowns 2014. | Refilwe Mthimunye        | Ntsiki Mkihze         |
| 2016  |                       | Ntandoyenkosi Kunene (°1992-)   | Mpumalanga          | 23 ans | 1,82 m | | Elizabeth Molapo         | Tayla Skye Robinson   |
| 2017  | Demi-Leigh Nel-Peters | Demi-Leigh Nel-Peters (°1995-)  | Cap-Occidental      | 21 ans | 1,70 m | Nel-Peters, remporte le titre de Miss Univers 2017, devenant ainsi la deuxième sud africaine à être couronnée Miss Univers. | Adé Van Heerden          | Boipelo Mabe          |
| 2018  |                       | Tamaryn Green (°1994-)          | Cap-Occidental      | 23 ans | 1,80 m | Élue 1re dauphine du concours Miss Univers 2018. | Thulisa Keyi             | n/a                   |
| 2019  |                       | Zozibini Tunzi (°1993-)         | Cap-Oriental        | 25 ans | 1,78 m | Tunzi remporte le titre de Miss Univers 2019 et devient la troisième sud-africaine couronnée Miss Univers | Sasha-Lee Laurel Olivier | n/a                   |
| 2020  |                       | Shudufhadzo Musida (°1996-)     | Limpopo             | 24 ans | 1,74 m | | Thato Mosehle            | Natasha Joubert       |
| 2021  |                       | Lalela Mswane (°1997-)          | KwaZulu-Natal       | 24 ans | 1,72 m | Elle termine 2e dauphine à l'élection de Miss Univers 2021 à Eilat, en Israël. Elle devient Miss Supranational 2022. | Zimi Mabunzi             | Moratwe Masima        |
| 2022  |                       | Ndavi Nokeri (°1999-)           | Limpopo             | 23 ans | 1,73 m | | Ayanda Thabethe          | Lebogang Mahlangu     |
| 2023  |                       | Natasha Joubert (°1997-)        | Gauteng             | 26 ans | 1,71 m | Elle a terminé deuxième dauphine de Miss Afrique du Sud 2020, et a ensuite représenté son pays au concours Miss Univers 2020. | Bryoni Govender          | Nande Mabala          |
| 2024  |                       | Mia le Roux (°1996-)            | Cap-Occidental      | 29 ans | 1,77 m | Première miss malentendante élue. Annule sa participation à Miss Univers 2024 pour des raisons de santé. | Nompumelelo Maduna       | Onalenna Constantin   |
| 2025  |                       |                                 |                     |        |        | |                          |                       |

## Titres remportés par l'Afrique du Sud aux concours internationaux
Depuis le 8 décembre 2019, le concours Miss Afrique du Sud détient six titres remportés uniquement dans les deux grandes compétitions internationales : Miss Univers et Miss Monde. A ce jour, aucune Miss Afrique du Sud n'a remporté le titre de Miss International et Miss Terre.
| Concours           | Titres | Année(s) | Laurates              | Lieu du couronnement  |
| ------------------ | ------ | -------- | --------------------- | --------------------- |
| Miss Monde         | 3      |          |                       |                       |
| Miss Monde         | 3      | 2014     | Rolene Strauss        | Londres, Royaume-Uni  |
| Miss Monde         | 3      | 1974     | Anneline Kriel        | Londres, Royaume-Uni  |
| Miss Monde         | 3      | 1958     | Penelope Anne Coelen  | Londres, Royaume-Uni  |
| Miss Univers       | 3      | 2019     | Zozibini Tunzi        | Atlanta, États-Unis   |
| Miss Univers       | 3      | 2017     | Demi-Leigh Nel-Peters | Las Vegas, États-Unis |
| Miss Univers       | 3      | 1978     | Margaret Gardiner     | Acapulco, Mexique     |
| Miss Supranational | 1      | 2022     | Lalela Mswane         | Nowy Sącz, Pologne    |